# Parafia Matki Bożej Królowej Polski w Nowym Barkoczynie
Parafia Matki Bożej Królowej Polski w Nowym Barkoczynie – parafia rzymskokatolicka znajdująca się w diecezji pelplińskiej, w dekanacie Skarszewy.